# オートマティック・ラヴレター
オートマティック・ラヴレター (Automatic Loveletter) とは、アメリカ合衆国フロリダ州, タンパにて結成されたエモバンドである。
デビューアルバム『Truth or Dare』は、日本で輸入版がヒットを記録した。
『Story Of My Life』のPVは2011年2月に日本で撮影され、同年4月には日本でのライブも予定されていたが、東日本大震災が起こったことにより中止となった。

## 現在のメンバー
- ジュリエット・シムス / Juliet Simms - ヴォーカル, リズムギター

生年月日:1986年2月27日（39歳）
各方面から「彼女は、ロック界を代表するヒロインになる」「21世紀のコートニー・ラヴだ」と称賛を浴びる。
高い歌唱力と、ハスキーボイスが特徴。
- トミー・シムス / Tommy Simms - リード・ギター
- クリント・フラワー / Clint Fowler - ベース

### 過去のメンバー
- Ryan Metcalf
- Jacob Fatoroochi
- James Bowen
- Wayne Miller
- Daniel Currier
- Sean Noll

## 略歴
2007年アメリカ、フロリダ州タンパにて結成。2008年にEP『RECOVER』でデビューを飾る。
2009年、セルフ・タイトルEP『AUTOMATIC LOVELETTER』をリリース。
2010年デビューアルバム『Truth or Dare』をリリース。
2011年6月23日、セカンドアルバム『The Kids Will Take Their Monsters On
』をリリースした。前作と違い、全編アコースティックで構成されたアルバムとなっている。

## ディスコグラフィー

### アルバム
| 発売日        | アルバムのタイトル                   | 販売レーベル     | 全米ビルボードアルバムチャート最高位 |
| 2010年6月22日 | Truth or Dare                        | Sony BMG         | #23 U.S. Heatseekers                 |
| 2011年6月23日 | The Kids Will Take Their Monsters On | Paper + Plastick |                                      |